# Спорронг, Альбин
Альбин Петрус Спорронг (швед. Albin Petrus Sporrong; род. 6 декабря 1999) — шведский футболист, полузащитник «Эстерсундa».

## Клубная карьера
Начинал заниматься футболом в клубе «Скугсторп». На юношеском уровне также выступал за «Эскильстунe Сити» и «АФК Эскильстуна». Затем перешёл в «Вестерос». В декабре 2018 года подписал с клубом первый профессиональный контракт, рассчитанный на три года. В первой половине 2019 года выступал на правах аренды в «Вестерос ИК» в третьем шведском дивизионе. Вернувшись из аренды 25 июня дебютировал за «Вестерос» в Суперэттане в матче с «Далькурдом». В августе 2019 года отправился в новую аренду до конца года в «Нючёпинг». С июня 2020 года на правах аренды до конца сезона выступал за «ИФК Эскильстуна». Весной 2021 года вместе с командой дошёл до полуфинала кубка Швеции, где уступили «Хеккену». В этой игре Спорронг вышел в стартовом составе и был заменён в компенсированное ко второму тайму время на Йеспера Адольфссона.
В августе 2021 года перебрался в Норвегию, где присоединился к «Мьёндалену». 8 августа дебютировал за клуб в чемпионате Норвегии в домашнем поединке с «Тромсё». По итогам сезона норвежский клуб занял последнее место в турнирной таблице и вылетел в первый дивизион. В марте 2023 года на правах аренды перешёл в «Эстерсунд», выступающий в Суперэттане. В конце года у Спорронга завершился контракт с «Мьёндаленом» и он покинул команду.
В марте 2024 года подписал с «Эстерсундом» полноценный контракт, рассчитанный на два года.